# Thricops thudamensis
Thricops thudamensis är en tvåvingeart som beskrevs av Shinonaga 1994. Thricops thudamensis ingår i släktet Thricops och familjen husflugor.
Artens utbredningsområde är Nepal. Inga underarter finns listade i Catalogue of Life.